# Porozumienie z Kumanowa
Porozumienie z Kumanowa (oficjalnie Wojskowe Porozumienie Techniczne, ang. Military Technical Agreement) – porozumienie o zawieszeniu broni, podpisane między Międzynarodowymi Siłami Bezpieczeństwa (KFOR) a rządami Federalnej Republiki Jugosławii i Republiki Serbii 9 czerwca 1999 roku w Kumanowie w Macedonii.
Porozumienie doprowadziło do zakończenia wojny w Kosowie i ustanowiło nowe relacje między Jugosławią a siłami międzynarodowymi, które miały czasowo zastąpić jednostki armii jugosłowiańskiej na obszarze Kosowa.

## Tło
W ramach przygotowań do porozumienia kumanowskiego nastąpił wysyp negocjacji nie tylko między Jugosławią a Serbią, ale także pomiędzy NATO a Rosją. Pomimo początkowego porozumienia, na przykład w sprawie harmonogramu wycofania sił serbskich z Kosowa, natowska operacja Allied Force była nadal w toku, jako środek wymuszenia całkowitego wycofania wojsk serbskich.
Istnieją źródła, które powołują się na rolę, jaką Rosja odegrała w natychmiastowym zawarciu porozumienia. Pojawiło się roszczenie dotyczące spotkania rosyjskiego ministra spraw zagranicznych Igora Iwanowa z sekretarzem stanu USA Madeleine Albright. Osiągnięto wstępne porozumienie między obiema stronami, które obejmowało zobowiązanie ze strony NATO do zaprzestania nalotów i gotowość usunięcia fragmentu, który NATO chciało uwzględnić w porozumieniu kumanowskim w zamian za rosyjskie poparcie dla przyszłej rezolucji ONZ uzgodnionej przez G8. Wedle tych źródeł bez udziału Rosji rezolucja Rady Bezpieczeństwa ONZ w sprawie Kosowa nie zostałaby zatwierdzona, a naloty NATO byłyby kontynuowane.

## Postanowienia porozumienia
1. zaprzestanie działań wojennych między Kosovo Force NATO (KFOR) a siłami Federalnej Republiki Jugosławii, a następnie zakończenie bombardowań, jeśli FRJ skutecznie zastosuje się do porozumienia;
2. utworzenie 25-kilometrowej strefy bezpieczeństwa w przestrzeni powietrznej i 5-kilometrowej lądowej strefy bezpieczeństwa wokół granic Kosowa, w razie potrzeby na terytorium administrowanym przez FRJ, do którego siły zbrojne FRJ nie mogłyby wejść bez zezwolenia KFOR. Lekko uzbrojona policja mogła kontynuować działania w części strefy położonej poza Kosowem zgodnie z porozumieniem;
3. w ciągu 11 dni od podpisania porozumienia miało rozpocząć się etapowe wycofywanie z Kosowa sił FRJ, połączone z oczyszczeniem linii komunikacyjnych z uzbrojenia wojskowego (w szczególności min i min-pułapek) i przekazaniem NATO informacji o pozostałych na miejscu zagrożeniach;
4. rozmieszczenie misji cywilnej i sił bezpieczeństwa w Kosowie, zgodnie z przyjętą wkrótce rezolucją Rady Bezpieczeństwa ONZ;
5. autoryzacja pomocy i użycia niezbędnej siły przez siły NATO w Kosowie w celu stworzenia bezpiecznego środowiska dla obecności międzynarodowej misji cywilnej i misji sił pokojowych.

Obecność NATO została zatwierdzona przez rezolucję Rady Bezpieczeństwa ONZ nr 1244, która upoważniła państwa członkowskie ONZ i organizacje międzynarodowe do utrzymywania obecności międzynarodowych sił bezpieczeństwa jako Kosovo Force (KFOR), których mandat pozostaje otwarty, chyba że Rada Bezpieczeństwa ONZ zdecyduje inaczej. KFOR został upoważniony do podjęcia wszelkich działań niezbędnych do zapewnienia przestrzegania porozumienia.